# Reimund Kasper
Reimund Kasper (* 20. Juni 1957 in Bremen) ist ein bremischer Politiker (SPD) und war Abgeordneter der Bremischen Bürgerschaft.

## Biografie

### Ausbildung und Beruf
Nach dem Abitur trat Kasper im Jahr 1978 in die Bereitschaftspolizei Bremen ein. Nach der Ausbildung war er in den Jahren 1981 bis 1992 im normalen Dienst der Bremer Polizei tätig. Dann folgte ein Wechsel zur Autobahnpolizei und schließlich 2003 zur speziellen Verkehrsüberwachung. Seit seinem Eintritt in die Bremische Bürgerschaft ruht sein Dienstverhältnis bei der Polizei für die Dauer seiner Abgeordnetentätigkeit.

### Politik
Kasper ist seit 1976 SPD-Parteimitglied und war zehn Jahre Sprecher des Beirates Vegesack.
Er war in den Jahren 2003 bis 2011 Mitglied der Bremischen Bürgerschaft und er war in der Bürgerschaft im 
Ausschuss für Angelegenheiten der Häfen im Lande Bremen, im Betriebsausschuss GeoInformation, im Rechtsausschuss und im
Sondervermögensausschuss Infrastruktur der Stadtgemeinde Bremen sowie in den Deputationen für Bau und Verkehr und für Umwelt und Energie vertreten.
Im Mittelpunkt der politischen Tätigkeit Kaspers stehen Verkehrspolitik und Innere Sicherheit.

### Sonstige Ämter
Kasper ist derzeit der zweite Vorsitzende des Sportvereins TV Grohn. Sein sportliches Interesse gehört besonders dem Volleyball.